# 米斯瑞拉斯
米斯瑞拉斯（Mithrellas）是英國作家約翰·羅納德·瑞爾·托爾金（J.R.R. Tolkien）的史詩式奇幻作品《未完成的故事》中的虛構人物。
她與努曼諾爾人印拉索爾（Imrazôr）結合，是第四對精靈與人類結合，最終她悄然離開印拉索爾，下落不明。

## 名字
米斯瑞拉斯（Mithrellas）的名字來自辛達林語，意思是「灰葉」Grey leaf。

## 總覽
米斯瑞拉斯是西爾凡精靈（Silvan Elves）。不清楚她有沒有兄弟姊妹，亦不知道她的父母之名字。她的丈夫是剛鐸（Gondor）貴族印拉索爾，生下了兒子加拉多（Galador）和女兒吉米斯（Gilmith）。加拉多後來建立了多爾安羅斯（Dol Amroth），自此多爾安羅斯親王（Princes of Dol Amroth）一系的血管流著精靈的血液。
根據流傳在多爾安羅斯的傳說，米斯瑞拉斯是西爾凡精靈寧若戴爾（Nimrodel）的朋友，並陪同寧若戴爾、寧若戴爾的戀人安羅斯（Amroth）和一些精靈前往艾德西隆得（Edhellond），準備航向維林諾（Valinor）。

## 生平
關於米斯瑞拉斯的出生時間和地點都沒有在任何托爾金作品清晰指明，但她大概是生於羅斯洛立安（Lothlórien）。
第三紀元1980年，炎魔（Barlog）甦醒、矮人逃亡與半獸人進駐，造成羅斯洛立安精靈的恐慌。翌年，米斯拉瑞斯陪同她的朋友寧若戴爾與一些精靈離開羅斯洛立安，前去艾德西隆得，準備乘船西航至維林諾。她們一行人在白色山脈（Ered Nimrais）中失散，米斯瑞拉斯於一處森林迷路。
印拉索爾收留了她，並娶她為妻。2004年，他們的兒子加拉多出生，不清楚她的女兒吉米斯在什麼時候出生，她或許是在同一時間出生。不久之後的某夜裡，米斯瑞拉斯悄然離棄了她的家人，自此下落不明。

## 資料來源
1. ↑  Thain's Bokk: Mithrellas 的存檔，存档日期2011-06-09.
2. 1 2 3 4 5 6 7  《未完成的故事》 1998年 HarperCollins出版 "History of Galadriel and Celeborn" P.321
3. ↑  《中土世界的歷史》 Vol.12《中土世界的民族》 "The Heir of Elendil"